# Coppa del Re 1995 (hockey su pista)
La Coppa del Re 1995 è stata la 52ª edizione della principale coppa nazionale spagnola di hockey su pista. La competizione ha avuto luogo dal 2 aprile e si è conclusa con le final four presso il Pavelló Municipal Can Xarau di Cerdanyola del Vallès l'8 luglio 1995. 
Il trofeo è stato conquistato dal Liceo La Coruña per la sesta volta nella sua storia superando in finale il Vic.

## Risultati

### Primo turno
| Squadra 1  | Totale | Squadra 2 | Andata | Ritorno |
| ---------- | ------ | --------- | ------ | ------- |
| Maçanet    | 5 - 10 | Piera     | 5 - 5  | 0 - 5   |
| Vilafranca | 7 - 5  | Flix      | 4 - 3  | 3 - 2   |

### Secondo turno
| Squadra 1     | Totale | Squadra 2 | Andata | Ritorno |
| ------------- | ------ | --------- | ------ | ------- |
| Vilafranca    | 8 - 9  | Blanes    | 4 - 4  | 4 - 5   |
| Reus Deportiu | 10 - 8 | Piera     | 5 - 4  | 5 - 4   |
| Vic           | 9 - 4  | Voltregà  | 6 - 0  | 3 - 4   |

### Quarti di finale
| Squadra 1     | Totale | Squadra 2 | Andata | Ritorno |
| ------------- | ------ | --------- | ------ | ------- |
| Barcellona    | 16 - 7 | Blanes    | 8 - 3  | 8 - 4   |
| Tordera       | 6 - 7  | Vic       | 4 - 2  | 2 - 5   |
| Reus Deportiu | 9 - 7  | Igualada  | 6 - 1  | 3 - 6   |

- Liceo La Coruña qualificato direttamente alle final four per sorteggio[1].

### Final four

#### Semifinali
| Cerdanyola del Vallès 7 luglio 1995 | Barcellona | 3 – 7 | Liceo La Coruña |  |

| Cerdanyola del Vallès 7 luglio 1995 | Reus Deportiu | 5 – 6 | Vic |  |

#### Finale
| Cerdanyola del Vallès 8 luglio 1995 | Liceo La Coruña | 5 – 2 | Vic |  |